# Älvängens IK
Älvängens IK är en fotbollsförening i Älvängen. Klubben bildades 1929 och hade 2023, ca 650 medlemmar. 
Hemmaplan är Älvevi IP. Herrlaget spelar i division 4A Göteborg 2025.  Damlaget spelar i Division 3 Göteborg 2025.
.
Noterbara spelare
- Bengt Andersson - Tidigare i IFK Göteborg | 2015
- Pontus Dahlberg Moderklubb - Nu i IFK Göteborg | 2006-2014
- Maja Henriksson Moderklubb - Nu i Dallas Trinity FC | 2006-2015
- Nils Wester Moderklubb - tillhörde GAIS 1951-1953